# Kitunda (Tabora)
Kitunda è una circoscrizione rurale (rural ward) della Tanzania situata nel distretto di Sikonge, regione di Tabora. Conta una popolazione di 9 710 abitanti (censimento 2012).